# Rosalys
Rosalys est une illustratrice, autrice, éditrice, vidéaste et traductrice française.

## Biographie

### Enfance et formation
Rosalys née à Nantes de parents d'originé chinoise. Elle as une formation comme ingénieur en informatique. 

### Carrière
Son art est inspiré dans sa culture française et sa grande passion pour le Japon.
En 2015, elle lance sa chaîne YouTube.
Elle traduit du japonais vers le français.

## Publications

### Artbook
- Fluffy cuties, shiba, Rosalys, Univers partagés éditions, 2024  (ISBN 978-2-36750-080-5)
- Fluffy cuties Edition Deluxe, Rosalys, Univers partagés éditions, 2023  (ISBN 978-2-36750-079-9)
- Fluffy cuties, Rosalys, Univers partagés éditions, 2023  (ISBN 978-2-36750-078-2).
- Gourmandises japonaises, Rosalys, Univers partagés éditions, 2015  (ISBN 978-2-36750-037-9).
- Princesses & Lolitas, Rosalys, éditions BookLight, 2011  (ISBN 978-2-9538357-1-7).
- Cute flowers, Rosalys, éditions BD associées, 2009  (ISBN 978-2-9534734-0-7).

### Livre de coloriage
- Le voyage de Hana Coloriage, Rosalys, Univers partagés éditions, 2022  (ISBN 978-2-36750-077-5).
- Gourmandises japonaises Coloriage, Rosalys, Univers partagés éditions, 2015  (ISBN 978-2-36750-045-4).

### Artbook collectif
- Drakaina : Masters, Collectif, SQP publishing, 2010.

### Roman
- Le voyage de Hana, dans un autre monde – tome 1 – Harry sur l'île aux animaux tranquilles, Rosalys, Univers partagés éditions, 2021. (ISBN 978-2-36750-073-7).
- Le voyage de Hana, Stories – tome 1 – Anecdotes au soleil levant, Rosalys, Univers partagés éditions, 2020. (ISBN 978-2-36750-070-6).
- Le voyage de Hana – tome 3 – Fraisie au pays des wagashi, Rosalys, Univers partagés éditions, 2019. (ISBN 978-2-36750-067-6).
- Le voyage de Hana – tome 2 – Floraison des cerisiers au Japon, de Tōkyō à Kyōto, Rosalys, Univers partagés éditions, 2018. (ISBN 978-2-36750-064-5).
- Le voyage de Hana - tome 1 - Premier envol vers le Japon : destination Tōkyō, Rosalys, Univers partagés éditions, 2017  (ISBN 978-2-36750-060-7).

### Album jeunesse
- Divines, Les beautés de la mythologie classique, Rosalys (textes), Fleur D. (illustrations), Univers partagés éditions, 2012  (ISBN 978-2-36750-013-3).
- Fraisie, la magie de la pâtisserie, Rosalys, Univers partagés éditions, 2012  (ISBN 978-2-9540937-5-8).
- フレジー、お菓子の魔法, Version japonaise de Fraisie, la magie de la pâtisserie, Univers partagés éditions, 2013  (ISBN 978-2-36750-006-5).
- Berrie, the Magic of Pastry, Version anglaise de Fraisie, la magie de la pâtisserie, Univers partagés éditions, 2012  (ISBN 978-2-36750-001-0).
- Toujours près de mon cœur, Rosalys (textes), Laure Phelipon (illustrations), éditions des Samsara, 2011  (ISBN 978-2-918245-23-0).
- Un conte pour la Lune, Clementine Ferry (textes), Rosalys (illustrations), Chouetteditions, 2011  (ISBN 978-2-89687-190-2).
- J'aime *, Rosalys, éditions du Poisson Borgne, 2010  (ISBN 978-2-917331-09-5).
- Mon amie, Honorine la souris, Laetitia Étienne (textes), Rosalys (illustrations), Chouetteditions, 2010  (ISBN 978-2-923834-56-6).
- My little friend Honorine, Version anglaise de Mon amie, Honorine la souris, Chouetteditions, 2010.
- Rêves de lapinou, Rosalys (textes), Sandrine Fourrier (illustrations), Chouetteditions, 2010  (ISBN 978-2-923834-94-8).

### Recueil jeunesse
- Mes jolies histoires de princesses, Collectif, Éditions Hemma, 2020  (ISBN 978-2-50804-617-9).
- Les princesses et moi tome 4, Collectif, Éditions Hemma, 2016  (ISBN 978-2-50803-402-2).
- 16 histoires de belles princesses, Collectif, Éditions Hemma, 2011  (ISBN 978-2-508-01300-3).

### Manga
- Workaholic, Morgan Magnin (scénario), Rosalys (illustrations), Univers Partagés éditions, 2012  (ISBN 978-2-9540937-0-3).
- Workaholic English edition, version anglaise de Workaholic, Univers Partagés éditions, 2012  (ISBN 978-2-9540937-1-0).
- Fly for fun (adaptation du MMORPG Flyff), Rosalys, éditions Foolstrip en partenariat avec Gala Networks, 2008-2009  (ISBN 978-2-917713-80-8).

### Dōjinshi
- Happy life in Japan #1.0, 2015.
- JolieCure, 2014.
- Uni, 2011.
- Chibi three, 2000.
- Usa-usa, 1999.

### Fanzine collectif
- Paris-Kyoto, 2020.
- Tribute to Tsukasa Hôjô, 2010.
- Tribute to CLAMP, 2009.
- Yamano-world, 2005.
- White & black galerie, 2004.
- PlayElf, 2004.
- Mizono, 2000.

### Exposition
- Fruits & couleurs, 2010, série d’acryliques sur papier toile pour exposition Rosalys, 33 × 41 cm
- Langage of flowers, 2010, série de digigraphies pour exposition Rosalys, 30 × 30 cm
- Zodiac signs, 2010, série de digigraphies pour exposition Rosalys at La Gallery Montreal, 30 × 30 cm
- Lolita, 2010, série de tirages d’art pour exposition collective avec les éditions du Poisson Borgne, 21 × 29,7 cm
- Dark hair, 2009, série d’acryliques sur toile pour exposition Rosalys, 46 × 55 cm

### Traduction de manga
- A sign of affection Édition collector – tome 7, suu Morishita, Rosalys, éditions Akata, 2023. (ISBN 978-2-38212-623-3).
- A sign of affection – tome 7, suu Morishita, Rosalys, éditions Akata, 2023. (ISBN 978-2-38212-492-5).
- A sign of affection – tome 6, suu Morishita, Rosalys, éditions Akata, 2022. (ISBN 978-2-38212-281-5).
- A sign of affection – tome 5, suu Morishita, Rosalys, éditions Akata, 2022. (ISBN 978-2-38212-249-5).
- A sign of affection – tome 4, suu Morishita, Rosalys, éditions Akata, 2021. (ISBN 978-2-38212-204-4).
- A sign of affection – tome 3, suu Morishita, Rosalys, éditions Akata, 2021. (ISBN 978-2-38212-071-2).
- A sign of affection – tome 2, suu Morishita, Rosalys, éditions Akata, 2021. (ISBN 978-2-38212-050-7).
- A sign of affection – tome 1, suu Morishita, Rosalys, éditions Akata, 2021. (ISBN 978-2-38212-025-5).